# That’s Not What I Heard
That’s Not What I Heard – pierwszy studyjny album amerykańskiej grupy rockowej Gossip, został wydany 23 stycznia 2001. Album wydano w formie płyty kompaktowej i winylowej.

## Lista utworów
1. „Swing Low”, 1:18
2. „Got All This Waiting”, 1:47
3. „Bones”, 2:09
4. „Sweet Baby”, 1:41
5. „Tuff Luv”, 1:14
6. „Got Body If U Want It”, 2:02
7. „Where the Gurls R”, 1:44
8. „Bring It On”, 2:26
9. „Heartbeats”, 1:44
10. „Catfight”, 1:15
11. „Jailbreak”, 1:23
12. „Southern Comfort”, 1:07
13. „And U Know...”, 1:49
14. „Hott Date”, 2:16

## Wykonawcy
- Beth Ditto – wokal, fortepian
- Brace Paine – gitara, bass
- Kathy Mendonça – perkusja